# Porphyrodesme sarcanthoides
Porphyrodesme sarcanthoides är en orkidéart som först beskrevs av Johannes Jacobus Smith, och fick sitt nu gällande namn av Mahyar. Porphyrodesme sarcanthoides ingår i släktet Porphyrodesme och familjen orkidéer. Inga underarter finns listade i Catalogue of Life.